# Њу Сибери (Масачусетс)
Њу Сибери (енгл. New Seabury) насељено је место без административног статуса у америчкој савезној држави Масачусетс.

## Демографија
По попису из 2010. године број становника је 717, што је 98 (-12,0%) становника мање него 2000. године.
| Група             | 2000.       | 2010.       |
| Белци             | 780 (95,7%) | 672 (93,7%) |
| Афроамериканци    | 3 (0,4%)    | 7 (1,0%)    |
| Азијати           | 5 (0,6%)    | 10 (1,4%)   |
| Хиспаноамериканци | 9 (1,1%)    | 14 (2,0%)   |
| Укупно            | 815         | 717         |